# Ganapathipuram
Ganapathipuram è una suddivisione dell'India, classificata come town panchayat, di 13.653 abitanti, situata nel distretto di Kanyakumari, nello stato federato del Tamil Nadu. In base al numero di abitanti la città rientra nella classe IV (da 10.000 a 19.999 persone).

## Geografia fisica
La città è situata a 08° 11' 32 N e 77° 24' 48 E.

## Società

### Evoluzione demografica
Al censimento del 2001 la popolazione di Ganapathipuram assommava a 13.653 persone, delle quali 6.764 maschi e 6.889 femmine. I bambini di età inferiore o uguale ai sei anni assommavano a 1.439, dei quali 720 maschi e 719 femmine. Infine, coloro che erano in grado di saper almeno leggere e scrivere erano 10.151, dei quali 5.201 maschi e 4.950 femmine.